# Diostracus nishiyamai
Diostracus nishiyamai är en tvåvingeart som beskrevs av Saigusa 1995. Diostracus nishiyamai ingår i släktet Diostracus och familjen styltflugor.
Artens utbredningsområde är Sichuan (Kina). Inga underarter finns listade i Catalogue of Life.